# 特韋爾韋根嶺
72°17′S 1°20′E / 72.283°S 1.333°E
特韋爾韋根嶺是南極洲的山嶺，位於東部南極洲的毛德皇后地，屬於斯維爾德魯普山脈的一部分，由德國的探險隊發現，挪威的製圖師根據測量和空中照片把該山嶺繪入地圖。